# Тегерфельден
Тегерфельден (нім. Tegerfelden) — громада  в Швейцарії в кантоні Ааргау, округ Цурцах.

## Географія
Громада розташована на відстані близько 95 км на північний схід від Берна, 27 км на північний схід від Аарау.
Тегерфельден має площу 7,1 км², з яких на 10% дозволяється будівництво (житлове та будівництво доріг), 51,9% використовуються в сільськогосподарських цілях, 37,2% зайнято лісами, 0,8% не є продуктивними (річки, льодовики або гори).

## Демографія
2019 року в громаді мешкало 1195 осіб (+12,6% порівняно з 2010 роком), іноземців було 16,9%. Густота населення становила 168 осіб/км².
За віковим діапазоном населення розподілялося таким чином: 21,3% — особи молодші 20 років, 62,3% — особи у віці 20—64 років, 16,4% — особи у віці 65 років та старші. Було 519 помешкань (у середньому 2,3 особи в помешканні).
Із загальної кількості 498 працюючих, 84 було зайнятих в первинному секторі, 209 — в обробній промисловості, 205 — в галузі послуг.